# 1556 en philosophie
Chronologie de la philosophie
- 1552
- 1553
- 1554
- 1555
- 1556
- 1557
- 1558
- 1559
- 1560

L’année 1556 a été marquée, en philosophie, par les événements suivants :

## Publications
- Domingo de Soto : « De justitia et jure » (De la Justice et du Droit), (Salamanque, 1556)

- Sebastián Fox Morcillo : 
  - De juventute, Basilea, 1556
  - De regni regisque institutione libri III, Amberes, 1556
  - (la) De regni regisquae institutione, Antwerp, Jan Laet, 1566 (lire en ligne)
  - Comentatio in decem Platonis libros de Republica, 1556
  - De demonstratione ejusque necessitate et vi liber I, Basilea, 1556
  - De honore, Basilea, 1556
  - De usu et exercitatione Dialecticae, 1556